# Henize 3-401
Der Nebel Henize 3-401, kurz Hen 3-401, ist ein protoplanetarischer Nebel, der von Karl Gordon Henize 1976 katalogisiert wurde.
Er befindet sich ca. 10.000 Lichtjahre von der Erde entfernt im Sternbild Carina. Das Zentrum des bipolaren Nebels bildet ein sterbender Stern, der seine äußere Hülle in zwei breiten, aber scharf begrenzten zylinderförmigen Jets weit ins Weltall abstößt.
Für viele Astronomen ist dieser Nebel interessant, einerseits, weil seine Jets so scharf begrenzt sind, was man mit starken Magnetfeldern oder mit einem Begleitstern zu erklären versucht, andererseits zeigt dieser Stern, wie in einer Galaxie schwere Elemente erzeugt und in der Galaxie verteilt werden, damit Sterne mit Planeten (und vielleicht sogar Leben) entstehen können.
Wahrscheinlich wird der Stern noch einige tausend Jahre lang weiter seine Hülle abstoßen und dann als weißer Zwerg enden.